# 戸次延常
戸次 延常（べっき のぶつね、生没年不詳）は、安土桃山時代の人物。豊後国大友氏の家臣。戸次氏嫡流当主で戸次統常（統連）の次男として生まれ後嗣に当たる。幼名は亀松。
大友義統の嫡男・能述からの偏諱を受け、名を述常とし更に能述が義延に改名すると偏諱を受け延常に改めた。先代当主・統常と吉弘鎮信の娘との子である立花兵庫助室や吉弘弥兵衛との関係は不明。
幼年のため、立花山城の立花宗茂の元に託されたと云う。
十時氏嫡家で十時惟忠の孫である十時惟益が誕生した際に延常の幼名「亀」の一字を拝領する。天正14年（1586年）に先代当主統常が戦死して以降に戸次氏当主となる。同16年（1588年）1月15日に十時惟益に緒方庄軸丸屋敷5貫の朱印状を亀松の名義で与える。
その後、延常は早死し、加えて大友氏も文禄2年（1593年）に改易されたために、十時氏嫡家は立花宗茂に仕官した。